# FK Turon Yaypan
Maillots
Actualités
Le Turon Yaypan futbol klubi (en ouzbek : «Turon» futbol klubi), plus couramment abrégé en Turon Yaypan, est un club ouzbek de football fondé en 2017 et basé à Yaypan, une petite ville de la région de Fergana. 

## Saisons depuis 2018
| Saison | Niveau | Division  | Position | Remarque |
| ------ | ------ | --------- | -------- | -------- |
| 2020   | 2.     | Pro Liga  | 3.       | [ 2 ]    |
| 2021   | 1.     | SuperLiga | 14.      | [ 3 ]    |
| 2022   | 2.     | Pro Liga  | .        | [ 4 ]    |